# Jacqueline Macaulay
 Jacqueline Macaulay (* 24. April 1967 in Doncaster) ist eine britische Schauspielerin, die ihren Beruf vorwiegend in Deutschland ausübt.

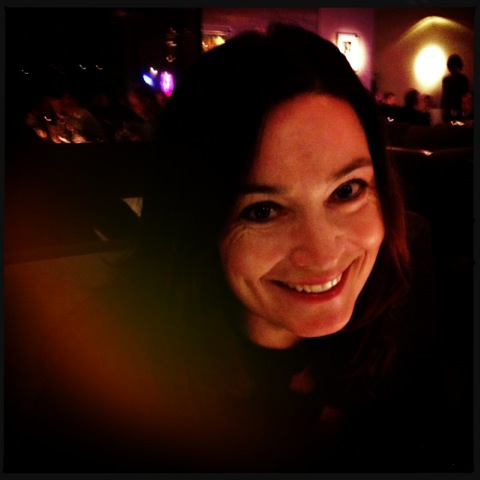
Jacqueline Macaulay (2012)

## Leben
Jacqueline Macaulay ist die Tochter eines schottischen Offiziers und einer ungarischen Mutter. Sie wuchs in England (bis 1973) und Holland (1973 bis 1986) auf. In den Niederlanden legte sie 1985 die Abiturprüfung ab. Seit 1986 lebt sie in Deutschland. Ihre Schauspielausbildung absolvierte sie an der Staatlichen Schauspielschule in Stuttgart von 1987 bis 1990. Anschließend führten sie Theaterengagements an das Schauspiel Bonn, das Schauspielhaus Zürich, das Théâtre National du Luxembourg, das Deutsche Theater und schließlich 1998 an das Berliner Maxim-Gorki-Theater, wo sie bis 2006 als festes Ensemblemitglied wirkte.
Für ihre Darstellung der Luise in Schillers Kabale und Liebe, unter der Regie von András Fricsay, wurde sie 1994 zur „besten Nachwuchsschauspielerin NRW“ gewählt. Ein Jahr später wurde sie in einer Theater heute-Kritikerumfrage zur „Nachwuchsschauspielerin des Jahres“ gewählt für ihre Doppelrolle der Carol und Klara in dem von Harald Clemen inszenierten Stück Oleanna/Musik. Mit Arthur Millers Der grosse Knall (The Great Depression) unter der Regie von David Mouchtar-Samorai wurde sie 1996 zum Berliner Theatertreffen eingeladen und beim NRW-Theatertreffen mit dem Ensemble-Preis ausgezeichnet.
Der Schwerpunkt ihrer künstlerischen Tätigkeit liegt beim Theater, seit 2010 beim Staatsschauspiel Dresden und bei den Ruhrfestspielen Recklinghausen. Parallel zu ihrer Bühnentätigkeit spielte sie auch in diversen Film- und Fernsehproduktionen mit, wie beispielsweise in Die Albertis, Die Cleveren, Der König vom Block und Und morgen geht die Sonne auf.
Jacqueline Macaulay ist mit dem Schauspieler Hans-Werner Meyer verheiratet.

## Auszeichnungen
- 1994: Beste Nachwuchsschauspielerin NRW
- 1995: Beste Nachwuchsschauspielerin BRD (Theater Heute)

## Filmografie
- 1995: Zwei Brüder – Die Quirini-Affäre (TV-Serie)
- 1998–2003: Die Cleveren (TV-Serie, 8 Folgen)
- 1999: Im Namen des Gesetzes – Franziskas Geheimnis (TV-Serie)
- 1999: Und morgen geht die Sonne wieder auf
- 2000: Küstenwache – Das letzte Ufer (TV-Serie)
- 2000: Der König vom Block (TV)
- 2003–2004: Die Albertis (TV-Serie, 14 Folgen)
- 2005: Typisch Sophie – Engel im Kopf (TV-Serie)
- 2007: Früher oder später (TV)
- 2008: Der Vorleser
- 2008: Post Mortem – Tod im OP (TV-Serie)
- 2009: Meine Familie bringt mich um (TV)
- 2007, 2010: Deadline – Jede Sekunde zählt (TV-Serie, 5 Folgen)
- 2010: SOKO Stuttgart – Die Detektivin (TV-Serie)
- 2010: Bis nichts mehr bleibt (TV)
- 2011: Ameisen gehen andere Wege
- 2012: Die feinen Unterschiede
- 2016: Remainder
- 2018: Letzte Spur Berlin – Schattenpolitik (TV-Serie)
- 2021: Bring mich nach Hause (Fernsehfilm)
- 2024: In aller Freundschaft – Die jungen Ärzte – Gerettet (TV-Serie)

## Theater
- 1990: Die Räuber (Stadttheater Luzern)
- 1993: Der Pelikan (Schauspiel Bonn)
- 1994: Kabale und Liebe (Schauspiel Bonn)
- 1996: Emilia Galotti (Schauspiel Bonn)
- 1996: Der große Knall (Schauspiel Bonn)
- 1997: Ein Traumspiel (Luxembourg)
- 1997: Maß für Maß (Deutsches Theater, Berlin)
- 1998: Väter und Söhne (Maxim Gorki Theater, Berlin)
- 2002: Romeo und Julia (Maxim Gorki Theater, Berlin)
- 2004: Dreigroschenoper (Maxim Gorki Theater, Berlin)
- 2005: Die glückliche Reise (Maxim Gorki Theater, Berlin)
- 2007: Quato Tasso (Theater der Ruhrfestspiele, Recklinghausen)
- 2009: Dantons Tod (Hans-Otto-Theater, Potsdam)
- 2010–2012: Frau Müller muss weg (Staatsschauspiel Dresden)[2]
- 2011: Der Aufstand (Theater der Ruhrfestspiele, Recklinghausen und Théâtre National du Luxembourg)[3]
- 2013–2015: Rose Bernd (Theater der Ruhrfestspiele, Recklinghausen, Théâtre National du Luxembourg, Saarländisches Staatstheater, Saarbrücken)
- 2013–2015: Dali versus Picasso (Théâtre National du Luxembourg/Ruhrfestspiele)
- 2014–2015: Zorn (Kammerspiele Hamburg)
- 2015: Nashörner (Ruhrfestspiele Recklinghausen)
- 2016: Das Leben ist ein Traum. – Calderon (Ruhrfestspiele Recklinghausen)
- 2016–2017: Cabaret (Tipi am Kanzleramt)
- 2017: Sayonara Tokyo – Geishas! Tamagotchis! Edelweiß! (Wintergarten Berlin)
- 2017: Rausch (Ruhrfestspiele Recklinghausen, Deutsches Theater Berlin, Staatstheater Hannover)
- 2025: Voice Killer (MusikTheater an der Wien)

## Hörspiele und Features
- 2013: Usula Rütten: Haut-Nah – Schnitt/Stelle/Körper/Seele – Regie: Thom Kubli (Feature – WDR)